# 知内町デマンドバス
知内町デマンドバス（しりうちちょう-）とは北海道知内町が運行するデマンド型交通である。

## 概要
知内町内を運行しているデマンド型交通である。函館バス知内出張所で函館バスの路線バスに接続できる。2016年度、2017年度に湯ノ里方面と小谷石方面の2路線で実証試験運行を実施。当初は現金または交通系ICカードによる料金支払が可能であった。2019年(令和元年）5月28日より本運行を開始し、2023年（令和5年）9月1日に運行事業者を三和建設工業に変更、同年10月にダイヤ改正を行った。

### 年表
- 2016年度（平成28年度） - 2017年度（平成29年度） - 実証運行実施[5]
- 2019年（令和元年）5月28日 - 本運行開始[6]
- 2023年（令和5年）
  - 9月1日 - 運行事業者を三和建設工業に変更[4]
  - 10月1日 - 函館バス小谷石線410系統区間廃止及び411系統全線廃止に伴うダイヤ改正

## 路線
- 中ノ川線[2]：中ノ川・森越・渡島知内・きらく方面
  - 月曜・木曜 - 1日2往復
  - 土曜 - 3往復
- 上雷・湯ノ里線[2]：湯ノ里・上雷・重内方面
  - 火曜・木曜 - 1日2往復
  - 土曜 - 各3往復
- 小谷石線[2]：小谷石・涌元・はまなす・涌元谷地・前浜・元町方面
  - 函館バス小谷石線411系統代替バス路線
  - 毎日運行
    - デマンドバス知内出張所停留所（函館バス知内出張所）発 - 1日6便
    - デマンドバス知内出張所停留所（函館バス知内出張所） 着 - 1日4便